# Odisej
Odisêj (iz starogrškega Ὀδυσσεύς) ali Ulíks (iz latinskega Ulixes) je bil v starogrški mitologiji kralj grškega otoka Itaka, sin Avtolikove hčere Antikleje in Laerta (ali Sizifa),  mož Penelope in oče Telemaha.
Odisej je junak Homerjevega epa Odiseja in heroj Trojanske vojne, katere izid naj bi bil odločilen zaradi njegove domislice lesenega konja, imenovanega Trojanski konj, v katerem so se skrivali vojaki. Po desetletnem blodnem potovanju nazaj na rodni otok je pobil vse snubce svoje žene.
Homer ga opisuje kot pogumnega in spretnega moža, ki je po modrosti podoben bogovom. V nevarnosti je iznajdljiv in kos najhujšim preizkušnjam. Pred očmi ima samo vrnitev domov. V Odiseji se zaplete v ljubezensko zvezo s Kirko, pri kateri je nekaj časa bival in se ustavil pri Kalipso, so smrtnice Navzikae se vede prijazno. V svoji pustolovščini ob povratku domov je:
- bival pri Kikonih, Lotofagih in kiklopih
- bil na obisku pri bogu vetrov, Ajolu
- se spopadel z ljudožerskimi Lajstrigoni
- opravil je nevarno plovbo mimo Siren ter med Scilo in Karibdo.

Rimljani so v njem videli poosebljenje grške mentalitete, do katere so čutili nezaupanje in odpor.
Predstavljen je Dantejevem Peklu, pesmih Tennysona, Kavafisa in Serefisa in Kazantzakisovi Odiseji. Ulikses (latinsko Ulixes - Odisej) je tudi roman Jamesa Joycea.

## Glej Tudi
- Odiseja